# Красний Пахар (Волгоградська область)
Красний Пахар (рос. Красный Пахарь) — хутір у Городищенському районі Волгоградської області Російської Федерації.
Населення становить 553 особи. Входить до складу муніципального утворення Краснопахаревське сільське поселення.

## Історія
Хутір розташований у межах українського історичного та культурного регіону Жовтий Клин.
Згідно із законом від 14 травня 2005 року № 1058-ОД органом місцевого самоврядування є Краснопахаревське сільське поселення.

## Населення
| 2010 |
| ---- |
| 553  |